# Bernardo Romero Pereiro
Bernardo Romero Pereiro (Bogotá, 1944—Bogotá, 4 de agosto de 2005) foi um ator, produtor e roteirista colombiano.

## Filmografia

### Como roteirista
- Victoria (2007-2008).... Telenovela
- Lorena (2005).... Telenovela
- Apuesta por un amor (2004).... Telenovela
- Las Juanas (2004).... Telenovela
- Siete veces Amada (2002).... Telenovela
- Amores... querer con alevosía (2001).... Telenovela
- Todo por amor (2001)....Telenovela
- La vida en el espejo (1999).... Telenovela
- Divorciada (1999).... Telenovela
- Tentaciones (1998).... Telenovela
- Hermosa niña (1998).... Telenovela
- Enséñame a querer (1998).... Telenovela
- Hilos invisibles (1998).... Seriado
- Mirada de mujer (1997).... Telenovela
- Las Juanas (1997).... Telenovela
- Copas amargas (1996).... Seriado
- Leche (1995-1996).... Seriado
- Eternamente Manuela (1995).... Telenovela
- Momposina (1995).... Seriado
- Señora Isabel (1993).... Seriado
- La potra Zaina (1993).... Telenovela
- Escalona (1992).... Seriado
- Puerta Grande (1992).... Seriado
- Sangre de lobos (1991).... Telenovela
- Don Camilo (1991).... Seriado
- Calamar (1989).... Telenovela
- Caballo viejo (1988).... Telenovela
- Te quiero pecas (1988).... Seriado
- Tremenda pareja (1988).... Seriado
- Dejémonos de vainas (1984-1998).... Seriado
- El cuento del domingo (1980-1993).... Seriado
- La mala hora (1976).... Seriado
- Canción en el alma (1972).... Película
- Crónica de un amor (1970).... Telenovela
- Candó (1969).... Telenovela
- Cada voz lleva su angustia (1965).... Filme
- Simplemente el verano (1962).... Teleteatro

### Como ator
- Destino: la ciudad (1967).... Telenovela
- Semáforo en rojo (1963) Película
- Simplemente en verano (1962).... Teleteatro
- La muerte de un viajante (1957).... Teleteatro
- La frontera del sueño (1957).... Filme
- El niño del pantano (1954).... Seriado
- Con la cara hacia la noche
- Aquí también moja la lluvia
- En las tinieblas
- El principito.... Teatro